# 飯髙悠太
飯髙悠太（いいたか ゆうた、1986年 - ）は日本の実業家。株式会社GiftXの共同創業者で代表取締役。

## 来歴・人物
2014年4月にWebマーケティングのノウハウが学べるメディア「ferret」の立ち上げに伴い株式会社ベーシックに入社。「ferret」創刊編集長を務め、同メディアを立ち上げ4年で会員数37.5万人、月間500万PVを超えるメディアに成長させる。その後、同社執行役員に就任した後、2018年12月末に退職。
2019年1月より株式会社ホットリンクで執行役員CMO(マーケティング責任者)を務め、支援企業のSNSコンサルティングを実施。
2022年7月に「ひとの温かみを宿した進化を。」をテーマに株式会社GiftXを共同創業。ギフトを受け取った人が、好きな商品に交換できることでオンラインギフトサービス「GIFTFUL（ギフトフル）」の提供を開始し、SNSで話題を集めた。
2022年にTHINGMEDIA株式会社、株式会社ハタフル、2023年に株式会社ニュートラルワークスのマーケティングアドバイザーに就任している。

## 著作

### 単著
- 『僕らはSNSでモノを買う』 ディスカヴァー・トゥエンティワン、2019年、ISBN 9784799325483

### 共著
- 『アスリートのためのソーシャルメディア活用術』 五勝出 拳一, 江藤 美帆共著、マイナビ出版、2019年、ISBN 9784839969332
- 『現場のプロが教える! BtoBマーケティングの基礎知識』  枌谷 力,相原 ゆうき,秋山 勝,安藤 健作,今井 晶也,岸 穂太佳,戸栗 頌平,室谷 良平,日比谷 尚武共著、マイナビ出版、2022年、ISBN 9784839974367
- 『SNSマーケティング7つの鉄則』 室谷良平,鈴木脩平共著、日経BP 日本経済新聞出版、2023年、ISBN 9784296113705